# Chamaeza campanisona
A Chamaeza campanisona a madarak osztályának verébalakúak (Passeriformes) rendjébe és a  földihangyászfélék (Formicariidae) családjába tartozó faj.

## Rendszerezése
A fajt Martin Hinrich Carl Lichtenstein német zoológus írta le 1823-ban, a Myiothera nembe Myiothera campanisona néven.

## Alfajai
- Chamaeza campanisona berlepschi Stolzmann, 1926
- Chamaeza campanisona boliviana Hellmayr & Seilern, 1912
- Chamaeza campanisona campanisona (Lichtenstein, 1823)
- Chamaeza campanisona columbiana Berlepsch & Stolzmann, 1896
- Chamaeza campanisona fulvescens Salvin & Godman, 1882
- Chamaeza campanisona huachamacarii W. H. Phelps & W. H. Phelps Jr, 1951
- Chamaeza campanisona obscura Zimmer & W. H. Phelps, 1944
- Chamaeza campanisona olivacea Tschudi, 1844
- Chamaeza campanisona punctigula Chapman, 1924
- Chamaeza campanisona venezuelana Menegaux & Hellmayr, 1906
- Chamaeza campanisona yavii W. H. Phelps & W. H. Phelps Jr, 1947[2]

## Előfordulása
Dél-Amerikában, Argentína, Bolívia, Brazília, Kolumbia,  Ecuador, Guyana, Paraguay, Peru és Venezuela területén honos.
Természetes élőhelyei a szubtrópusi vagy trópusi síkvidéki és hegyi esőerdők, valamint lombhullató erdők. Állandó, nem vonul faj.

## Megjelenése
Testhossza 20 centiméter, testtömege 64–112 gramm.

## Életmódja
Rovarokkal, pókokkal és gyümölcsökkel táplálkozik.

## Természetvédelmi helyzete
Az elterjedési területe rendkívül nagy, egyedszáma viszont csökken, de még nem éri el a kritikus szintet. A Természetvédelmi Világszövetség Vörös listáján nem fenyegetett fajként szerepel.